# Villaturde (kommun)
Villaturde är en kommun i Spanien.   Den ligger i provinsen Provincia de Palencia och regionen Kastilien och Leon, i den norra delen av landet, 230 km norr om huvudstaden Madrid. Antalet invånare är 183.